# Brindisi Montagna
Brindisi Montagna és un poble i municipi de la província de Potenza, a la regió italiana de la Basilicata.